# Weltwasserbericht
Der Weltwasserbericht (United Nations World Water Development Report, WWDR) ist ein von der „UN-Wasser“ mittlerweile jährlich im März anlässlich des Weltwassertags herausgegebener thematisch fokussierter und strategisch orientierter Bericht unter anderem zum weltweiten Stand der Versorgung mit trinkbarem (Frisch-)Wasser (-> Süßwasser). Er soll „Entscheidungsträgern die Instrumente zur Verfügung stellen, eine nachhaltige Nutzung unserer Wasserressourcen zu implementieren, auch unter Berücksichtigung regionaler Aspekte, Hotspots, Beispiele und Geschichten, wodurch er für eine breite Leserschaft auf verschiedenen Ebenen und in verschiedenen Regionen der Welt relevant wird“.
2003 bis 2012 erschien er alle drei Jahre, dann wieder 2014 und seither jährlich. Seine Erstellung und Veröffentlichung wird vom  World Water Assessment Program (WWAP) der UNESCO koordiniert.

## 2017:Wastewater: An Untapped Resource
Der WWDR 2017 thematisierte Abwasser als „ungenutzte Ressource“ („Wastewater: An untapped resource“). Er „spricht sich für einen Paradigmenwechsel aus: Statt Abwasser aus Privathaushalten, Landwirtschaft und Industrie als Problem zu betrachten, sollte es als Quelle von Rohstoffen genutzt werden“.

## 2018:Nature Based Solutions for Water
Der WWDR 2018 problematisiert mit dem Fokus „Naturbasierte Lösungen“, dass zukünftig immer weniger Menschen Zugang zu sauberem Wasser hätten, bis 2050 unter Umständen die halbe Weltbevölkerung. Immer wichtiger würden dabei „grüne“ Lösungen, „natürliche“ Wasserkreisläufe, welche von der Wasserwirtschaft genutzt würden. Diese seien unter Umständen den in der Vergangenheit mehr und mehr eingeführten „grauen“ Techniken überlegen, wie z. B. Rohrleitungen mit Trinkwasser direkt in die Wohnungen. So stelle ein seit dreißig Jahren etabliertes Beispiel der US-Metropole New York das mittlerweile sauberste Trinkwasser der USA zur Verfügung: Die Stadt beziehe ihr Trinkwasser aus drei Rückhaltebecken im Umland und bezahle Bauern und Grundbesitzer für ihre Ökosystemdienstleistungen, weniger zu pflügen und zu spritzen, aufzuforsten, Nachhaltigkeit zu pflegen. Dies bringe New York darüber hinaus zusätzlich Einsparungen von jährlich drei Millionen Dollar.

## 2019:Leaving No One Behind
Mit dem Motto „Niemanden zurücklassen“ bestärkt der WWDR 2019 die Entwicklungsziele, die sich die Mitgliedsstaaten der UNO in der Agenda 2030 für nachhaltige Entwicklung gesetzt haben: Dabei wird das Menschenrecht auf sauberes Trinkwasser und Abwasserentsorgung (UN-Resolution 64/292) betont. Nur so könnten die Armut weltweit reduziert und prosperierende Gesellschaften geschaffen werden.

## 2020:Water and Climate Change
In ihrem Vorwort zum WDR 2020 wies UNESCO-Generaldirektorin Audrey Azoulay auf die Auswirkungen von Wassermangels auf die Pflanzen- und Tierwelt hin: „Rund eine Million Tier- und Pflanzenarten stehen vor der Ausrottung.“ Seit 1970 erlitten die im Süßwasser lebenden Arten mit 84 % Rückgang den größten Verlust innerhalb der Artenvielfalt. Menschen seien ebenfalls betroffen: Rund vier Mrd. Menschen erlebten extreme Wasserknappheit für mindestens einem Monat im Jahr.
Der WWDR 2020 beschreibt Wasser als das verbindende Element zwischen der Mehrheit an den UN-Zielen für nachhaltige Entwicklung (SDGs) der Agenda 2030, des Pariser Klimaabkommens und des „Sendai-Übereinkommens zur Reduzierung des Katastrophenrisikos“ (Sendai Framework for Disaster Risk Reduction 2015–2030). Wasserwirtschaftliche Maßnahmen in einzelnen Bereichen wie der ökologischen Landwirtschaft, dem Schutz der Feuchtgebiete und anderen naturnahen Lösungen könnten helfen, das Kohlenstoffdioxid in Biomasse und Böden zu binden. Gleichzeitig könne die Abwasserbehandlung einerseits durch verminderte Emissionen zur Reduzierung von Treibhausgasen beitragen, bei gleichzeitiger Erzeugung von Biogas als erneuerbare Energiequelle, andererseits könne gereinigtes Abwasser wieder dem Wasserkreislauf hinzugefügt werden. In der Regel werde jedoch Wasser in allgemeinen Strategien wie dem Pariser Klimaabkommen nur als Grundsatzfrage abgehandelt, konkrete Maßnahmen und damit verbundene Kostenschätzungen fehlten.
Zudem müssten via Klimafonds zusätzliche Finanzmittel für Wasser bereitgestellt werden; das Management von Wasserressourcen sowie der Wasserversorgung und Abwasserentsorgung sei weltweit unterfinanziert. Es fehle die Integration von wasserwirtschaftlichen Maßnahmen in Klimafonds. Darüber hinaus würde die Beschreibung von positiven Zusatzwirkungen wie die Schaffung von Arbeitsplätzen, die Verbesserung der öffentlichen Gesundheit und die Verringerung der Armut zusätzliche Investitionen in die Wasserwirtschaft attraktiver machen.

## 2023:Partnerships and cooperation for water
Der zum als Grundlage für die begleitende dreitägige 2. UN-Wasserkonferenz am UNO-Hauptquartier in New York City veröffentlichte WWDR 2023 thematisiert unter der Überschrift „Partnerschaften und Kooperationen für Wasser“ den zunehmenden weltweiten Wassermangel: Davon seien bereits zwei bis drei Mrd. Menschen der Weltbevölkerung (von a dato ca. zehn) für mindestens einen Monat pro Jahr betroffen; außerdem sei der weltweite Wasserverbrauch in den vergangenen 40 Jahren jährlich um etwa ein Prozent pro Jahr gestiegen und werde sich bis 2050 wohl mit ähnlicher Geschwindigkeit entwickeln. Gründe dafür seien z. B. Bevölkerungswachstum, die sozioökonomische Entwicklung und veränderte Verhaltensmuster. Probleme bei der Wasserqualität verschärften die Wasserkrise. Hauptproblem in Ländern mit niedrigeren Einkommen sei meist eine unzureichende Abwasseraufbereitung, in Industriestaaten dagegen die Belastung des Grundwassers durch die Landwirtschaft.
Die deutsche Bundesregierung hatte kurz vor der Konferenz in New York die erste Nationale Wasserstrategie mit der Einbeziehung aller Wasser-relevanten Wirtschaftssektoren wie Landwirtschaft, Naturschutz, Verkehr oder Industrie beschlossen.